# Channa gachua

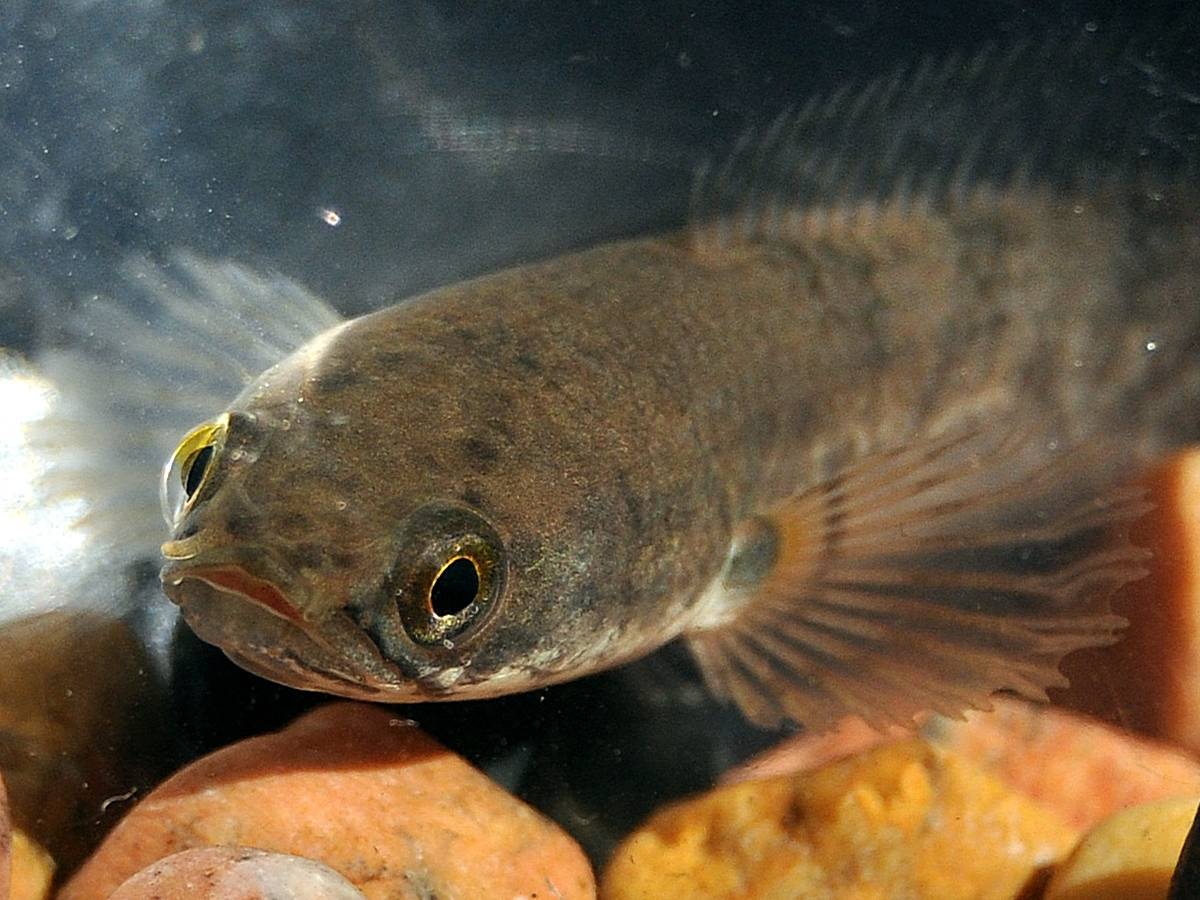
Detall del cap, en vista frontal

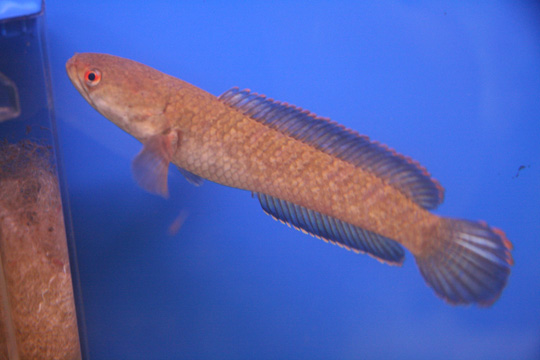
Un exemplar en una exposició a Tailàndia.

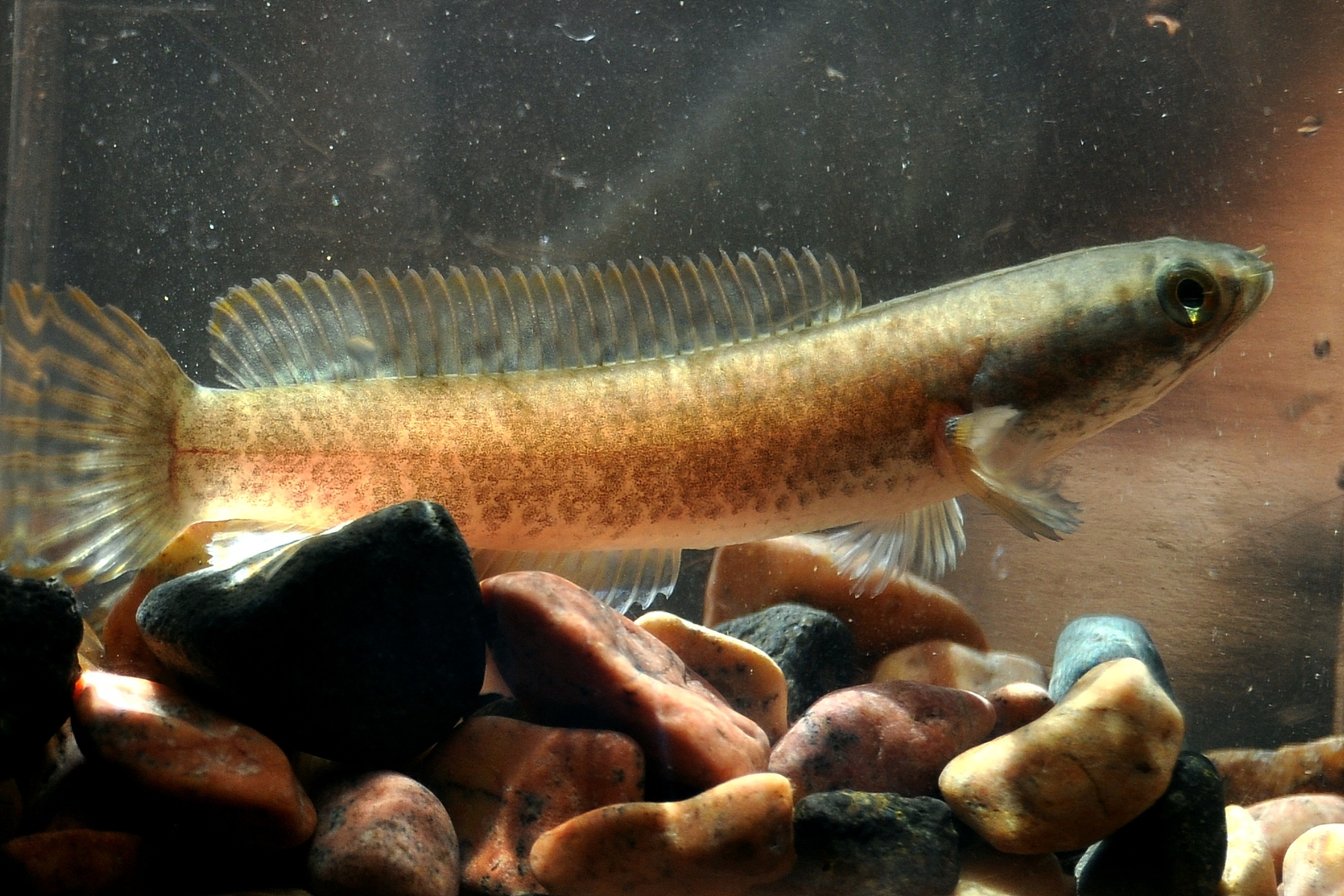
Exemplar de 60 mm de Karawang, Java Occidental

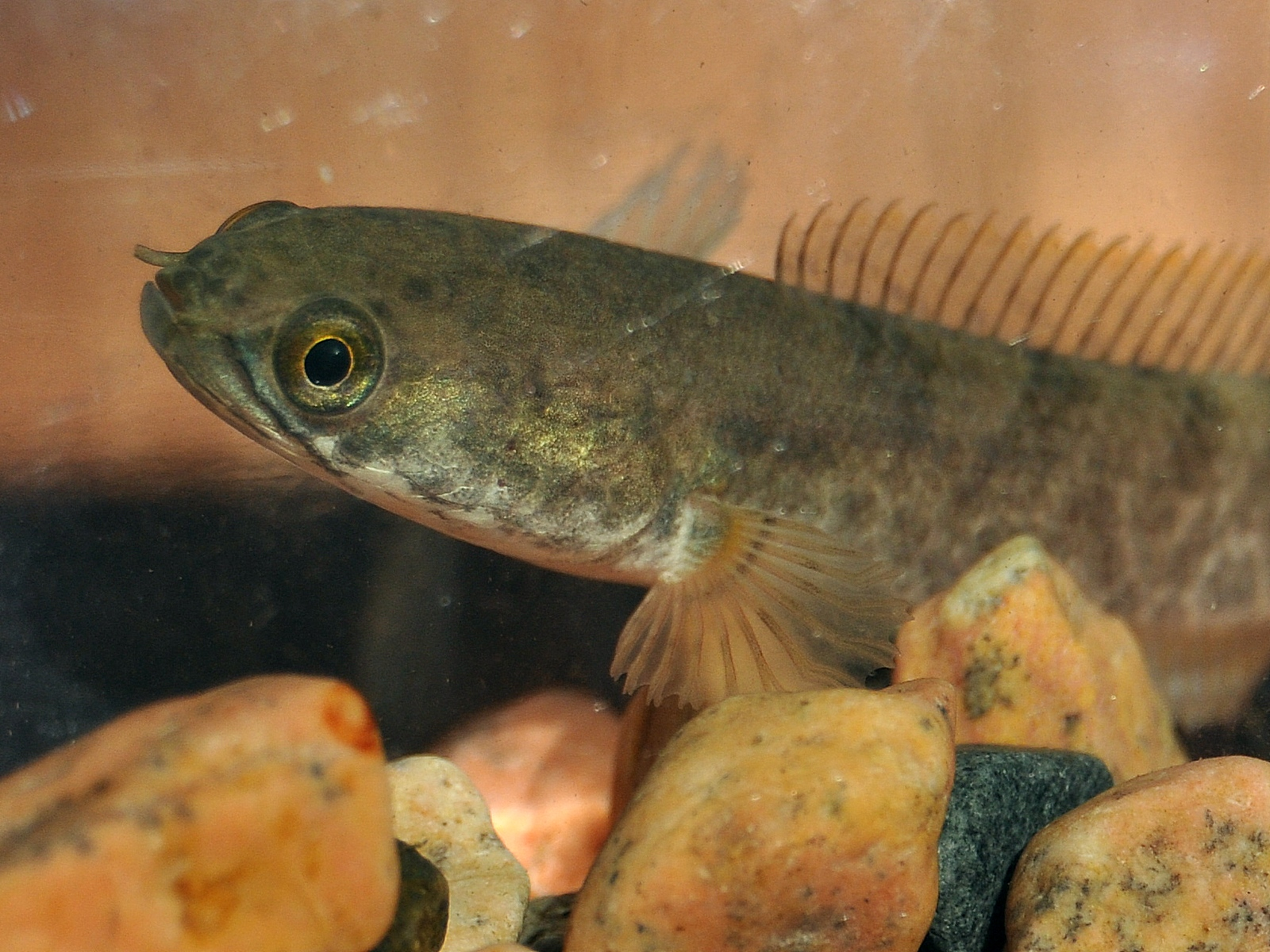
Detall del cap

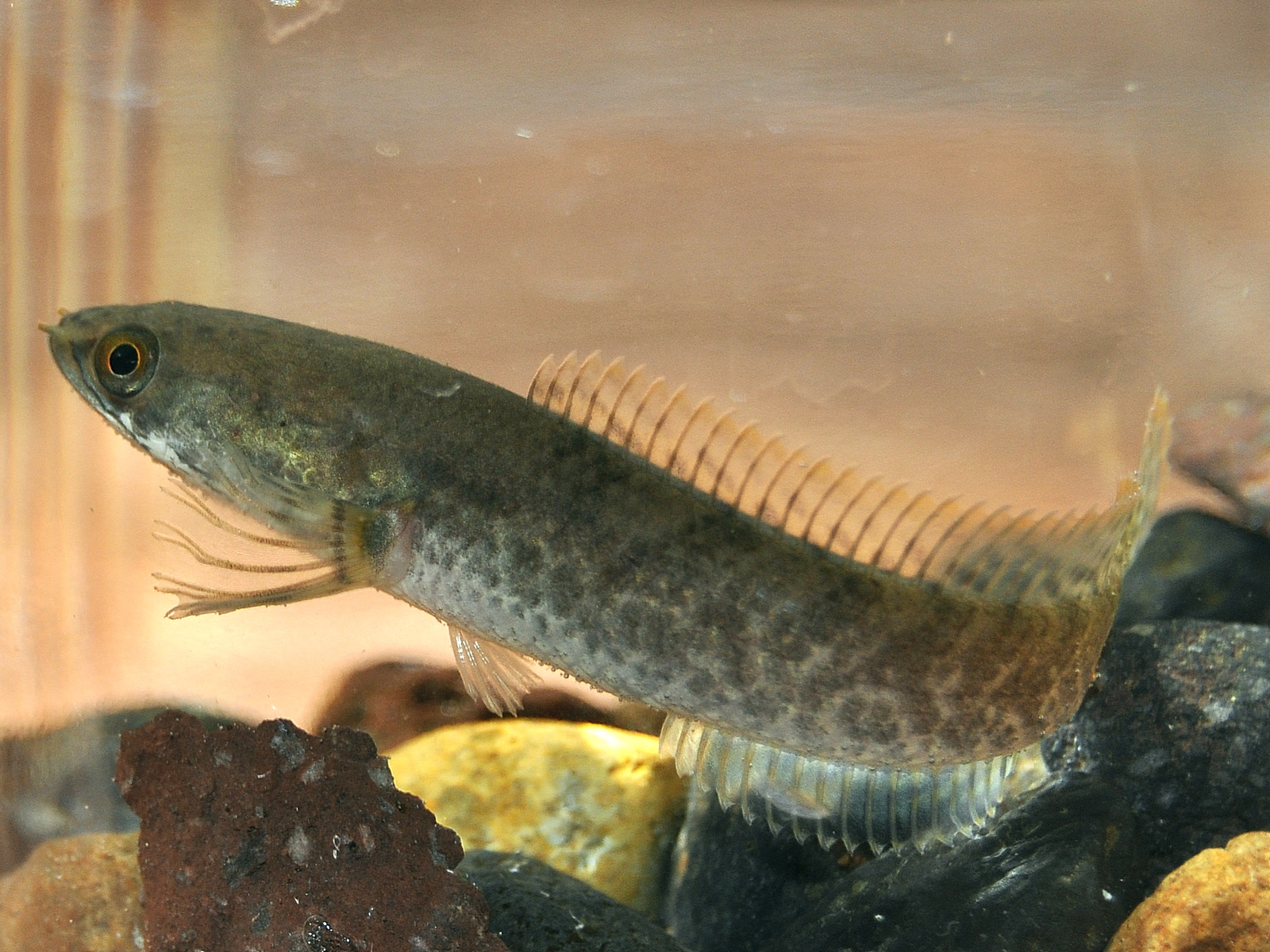
Detall de les aletes

Channa gachua és una espècie de peix de la família dels cànnids i de l'ordre dels perciformes.

## Descripció
- Pot assolir els 20 cm de llargària màxima,[6] encara que la seua mida normal és de 5.[7]
- Mandíbula inferior amb 10-20 dents canines.
- 3-3+1/2 escates entre la línia lateral i la base dels radis anteriors de l'aleta dorsal. Sense escates a la regió gular del cap. 39-47 escates a la línia lateral.
- L'origen de l'aleta dorsal és a prop de les obertures branquials. Aleta anal gairebé tan llarga com la dorsal. Aletes pectorals i caudal arrodonides.
- 32-37 radis a l'aleta dorsal, 20-23 a l'anal i 12 a la caudal.
- Aletes dorsal, anal i caudal amb les vores blanques (translúcides en els exemplars preservats).
- Aletes pectorals amb anells semiconcèntrics i una zona fosca a la base.[8]
- Presència d'aletes pèlviques (tot i que hi ha autors que afirmen que hi poden ésser presents o no).[9]
- Té sovint un ocel a prop de l'extrem posterior de l'aleta dorsal, el qual, probablement, és només un tret de les femelles i dels joves (com és el cas de Channa orientalis).[10][11][12][13][14]

## Reproducció
La temporada de reproducció és estacional i depèn molt de factors associats al seu entorn. No construeix nius a la superfície de l'aigua i el mascle protegeix ous i larves allotjant-los a la boca.

## Alimentació
Menja durant la nit peixets, amfibis (granotes, capgrossos, etc.), insectes (Ephemerophtera, larves de mosquits, etc.) i crustacis (gambes -Macrobrachium- i crancs -Irmengardia johnsoni-).

## Hàbitat i distribució geogràfica
És un peix d'aigua dolça (pH entre 6 i 7), bentopelàgic, potamòdrom i de clima tropical (22 °C-26 °C), el qual viu a Àsia: els rierols de muntanya, rius mitjans i grans i aigües estancades -incloent-hi canals de corrent lent- des de Sri Lanka fins a l'Iraq, l'Iran, l'Afganistan, l'Índia (com ara, Maharashtra), la conca del riu Mekong i Bali (Indonèsia), incloent-hi el Pakistan, les illes Andaman, Bangladesh, Bhutan, el Nepal, Cambodja, Laos, Myanmar, Tailàndia, el Vietnam, Singapur, la Xina (incloent-hi Yunnan i Hong Kong) i Malàisia.

## Vida en captivitat
Li cal un aquari amb plantes flotants, amagatalls i una coberta, ja que és molt bon saltador.

## Observacions
És inofensiu per als humans, consumit com a aliment només per les classes més desfavorides de Sri Lanka i emprat com a esquer viu per a capturar espècies més grosses (com ara, Channa striata i Channa marulius).